# ورزشگاه شهری خوژوف
ورزشگاه شهری خوژوف (انگلیسی: Stadion Miejski) یک ورزشگاه چندمنظوره در شهر خوژوف در کشور لهستان است. این ورزشگاه در ۲۹ سپتامبر ۱۹۳۵ افتتاح شده‌است و ۹٬۳۰۰ نفر ظرفیت آن است. بازی‌های خانگی باشگاه فوتبال روخ خوژوف در این ورزشگاه برگزار می‌شود.